# Тувалу на Светском првенству у атлетици на отвореном 2017.
Тувалу је учествовао на Светском првенству у атлетици на отвореном 2017. одржаном у Лондону од 4. до 13. августа пети пут. Репрезентацију Тувалуа представљао је један такмичар који се такмичио у трци на 100 метара.,.
На овом првенству такмичар Тувале није освојио ниједну медаљу, али је оборио лични рекорд.

## Резултати

### Мушкарци
| Атлетичар       | Дисциплина | Лични рекорд | Предтакмичење | Предтакмичење | Квалификације    | Квалификације    | Полуфинале       | Полуфинале       | Финале           | Финале       | Детаљи |
| Атлетичар       | Дисциплина | Лични рекорд | Резултат      | Место         | Резултат         | Место            | Резултат         | Место            | Резултат         | Место        | Детаљи |
| --------------- | ---------- | ------------ | ------------- | ------------- | ---------------- | ---------------- | ---------------- | ---------------- | ---------------- | ------------ | ------ |
| Etimoni Timuani | 100 м      | 12,73        | 12,12 ЛР      | 7. у гр, 2    | Није се пласирао | Није се пласирао | Није се пласирао | Није се пласирао | Није се пласирао | 58 / 58 (62) |        |